# Commando Training Centre Royal Marines
Le Commando Training Center Royal Marines (CTCRM) est le principal centre d'entraînement militaire des Royal Marines au Royaume-Uni. Il est situé près des villages de Lympstone et Exton, entre les villes d'Exeter et d'Exmouth dans le Devon. Le centre assure la formation initiale des Royal Marines.

## Histoire
Le site a été créé en 1940 sous le nom de « Royal Marines Depot Exton » et a été rebaptisé « Royal Marines Depot Lympstone » plus tard pendant la Seconde Guerre mondiale. En février 1960, l'école Commando Royal Marines, qui était basée à la caserne de Bickleigh, a déménagé sur le site,. Le site a été renommé "Commando Training Center Royal Marines" en 1972.

## Organisation

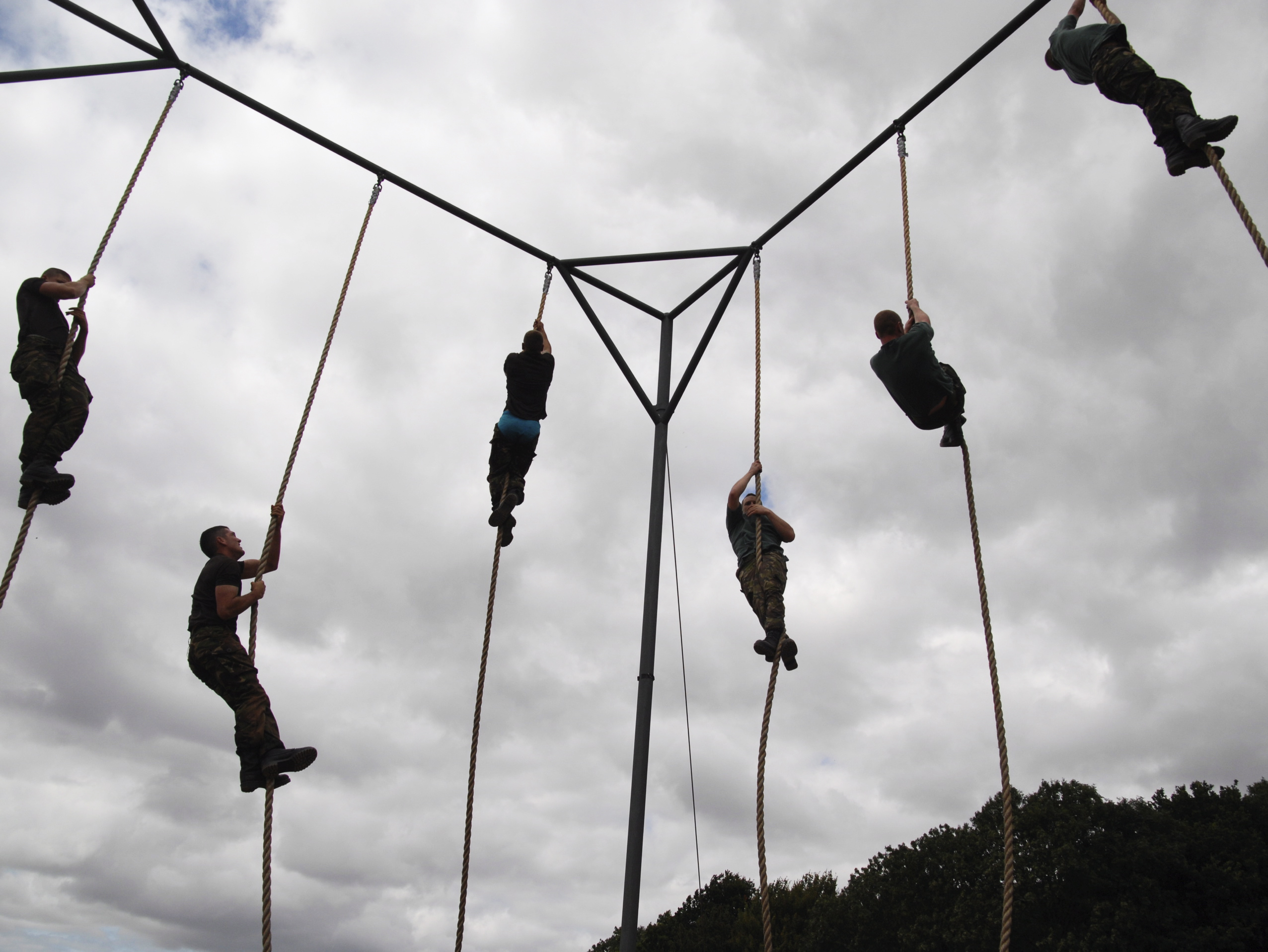
Royal Marine s'entrainant au grimper de corde au Commando Training Center

Le CTCRM est sous le commandement du commandant de la flotte. Le centre a la responsabilité d'assurer la formation de tous les officiers et hommes de troupe des commandos. Le CTCRM est supervisé par le commandant du CTCRM, un colonel des Royal Marines. Le CTCRM est structuré en trois groupes de formation (Command Wing, Commando Training Wing et Specialist Wing), chacune avec son propre commandant.

## Cours

### Formation initiale
Les candidats qui souhaitent s'engager comme RM doivent suivre la pré-sélection Royal Marine Potentiel (PRMC), organisée au CTCRM et passer avec succès les évaluations académiques, les tests médicaux et les entretiens. Le PRMC dure quatre jours et évalue la capacité physique et intellectuelle du candidat pour entreprendre la formation des recrues. La formation des nouvelles recrues des Royal Marines (le « cours commando ») est dispensée au CTCRM, à Dartmoor et à Woodbury Common, Devon, et se déroule sur trente-deux semaines. Les candidats qui réussissent le cours de commando reçoivent le droit de porter le béret vert, la marque distinctive des commandos dans l'armée britannique.

### Formation des officiers
Ceux qui souhaitent devenir officiers de la Marine royale doivent réussir la sélection de "potentiel officier" (POC). Il s'agit d'un cours de quatre jours qui évalue les capacités physiques et académiques et est très similaire au PRMC. Ceux qui réussissent et réussissent ensuite l'entretien de l'Amirauté Interview Board (AIB) se verront attribuer une place dans le cours de formation des jeunes officiers. Ce cours dure 15 mois, dont 34 semaines sont passées au CTC Lympstone et le reste au Britania Royal Naval College, aux États-Unis avec l'USMC, et sur la côte ouest de l'Écosse.

### Formation des specialistes
Tous les soldats de l'armée britannique amenés à servir au sein de la 3e Brigade de commandos suivent au CTCRM le cours All Arms Commando Course.

## Lympstone Commando
Le CTCRM est desservi par la gare de Lympstone Commando sur la "Avocet Line".

## Cadets
Le CTCRM est le siège de la division Lympstone du Corps des cadets volontaires des Royal Marines qui est ouvert aux garçons et aux filles âgés de 9 à 16 ans (qui peuvent servir jusqu'à 18 ans) de la région du sud-est du Devon.